# Cyrano de Bergerac (opéra)
Pour les articles homonymes, voir Cyrano de Bergerac.

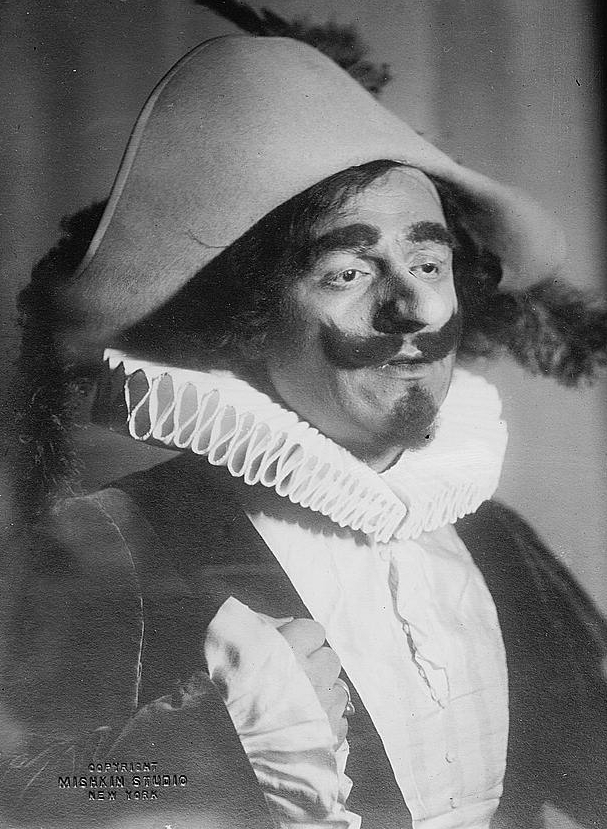
Le chanteur d’opéra italien Pasquale Amato dans le rôle de Cyrano de Bergerac

Cyrano de Bergerac est un opéra en 4 actes, composé en 1936 par Franco Alfano sur un livret de Henri Cain d'après la pièce de Rostand.   
C'est l'un des derniers opéras véristes.

## Représentations
La première représentation eut lieu à l'Opéra de Rome, le 22 janvier 1936 en italien sous la direction de Tullio Serafin avec José Luccioni dans le rôle-titre et Maria Caniglia dans le rôle de Roxane. La version originale française fut créée le 29 mai 1936 à l'Opéra Comique avec José Luccioni dans le rôle-titre et Madeleine Grandval dans celui de Roxane sous la direction de Albert Wolff. 
- Théâtre Colón, Buenos Aires, 1937
- Naples, 1938
- La Scala, Milan, 1954
- Turin, (avec Willian Johns dans le rôle-titre), 1975
- MET, New York (avec Plácido Domingo dans le rôle-titre), 13 mai 2005.
- Royal Opera House, Londres (avec Plácido Domingo dans le rôle-titre), 2006.
- Le Corum, Montpellier (avec Roberto Alagna dans le rôle-titre), 22 mars 2006.
- Palacio de las Artes Reina Sofía, Valence (avec Plácido Domingo dans le rôle-titre), 11 février 2007.
- La Scala, Milan (avec Plácido Domingo dans le rôle-titre), 2008.
- Théâtre du Châtelet, Paris (avec Plácido Domingo dans le rôle-titre), 19 mai 2009.
- Théâtre de la Maestranza, Séville (avec Roberto Alagna dans le rôle-titre), 9 novembre 2010.

## Intrigue

### Acte 1
Cyrano aime sans espoir sa belle cousine Roxane. Poète raffiné et amoureux passionné, Cyrano est condamné à se taire en raison de la laideur de son nez, énorme et grotesque. Roxane de son côté, est éprise d’un beau jeune homme totalement dénué d’esprit, Christian de Neuvillette.

### Acte 2
Christian doit intégrer la compagnie des cadets de Gascogne. Craignant qu’il n’y soit rudoyé, Roxane le recommande aux bons soins de son cousin. Christian et Cyrano deviennent amis. Constatant à quel point il est difficile au jeune homme d’exprimer ce qu’il ressent, Cyrano lui propose de lui servir d’interprète. Caché dans l’ombre, Cyrano adresse une déclaration ardente à Roxane accoudée à son balcon et c’est Christian qui va  ensuite recueillir le baiser de la jeune femme tandis que Cyrano s’éclipse.

### Acte 3
Roxane et Christian se sont mariés, malgré le comte de Guiche qui est lui aussi épris de la jeune femme. Le comte se venge en envoyant Christian et Cyrano au siège d’Arras. Pendant cette séparation le jeune homme envoie à Roxane des lettres enflammées qui lui sont toutes dictées par Cyrano. Ces lettres produisent un grand effet sur Roxane dont l’amour s’intensifie et s’épure. Désormais elle aime Christian pour la beauté de son âme et non plus pour son physique avantageux. Le jeune homme réalise que Cyrano a gagné le cœur de sa cousine qui l’aime sans le savoir. Roxane décide d’aller rejoindre son époux sur le front. Le jour de son arrivée, Christian est tué au moment où les deux complices avaient décidé de révéler leur secret. Par respect pour son ami, Cyrano ne dit rien à Roxane.

### Acte 4
Roxane s’est retirée dans un couvent où Cyrano lui rend régulièrement visite depuis quinze ans. Ils entretiennent tous les deux le souvenir de Christian. Un jour, Cyrano arrive blessé à la tête par un de ces ennemis que lui attirent sa franchise et son intransigeance.  Agonisant, il dissimule sa blessure à Roxane qui lui montre la dernière lettre qu’elle a reçue de Christian dont elle est toujours passionnément amoureuse. Cyrano met tant d’ardeur à lire cette lettre que Roxane comprend qu’il en était l’auteur : "Les mots chers, les mots fous, c’était vous ! La voix dans la nuit, c’était vous…". L’innocente et généreuse supercherie est enfin découverte. C’est son cousin que Roxane aimait à travers Christian. Cyrano avoue son amour en mourant.

## Personnages
- Cyrano de Bergerac, ténor
- Roxane, soprano
- Christian, ténor
- Ragueneau, baryton
- Lise,
- De Guiche, baryton
- Le Bret, baryton
- Lignière, basse
- Montfleury,
- De Valvert,
- La Duègne, mezzo-soprano
- Sœur Marthe, mezzo-soprano
- Carbon,
- Un cuisinier,
- Gaetan, dernier descendant de Cyrano